# Darko Čeferin
Darko Čeferin (Kranj, 1968. november 7. –) szlovén nemzetközi labdarúgó-játékvezető.

## Pályafutása

### Nemzeti játékvezetés
A játékvezetői vizsgát 1992-ben tette le, 1996-ban lett hazája legfelső szintű labdarúgó-bajnokságának játékvezetője. Első ligás mérkőzéseinek száma: 52 (2009).

### Nemzetközi játékvezetés
A Szlovén labdarúgó-szövetség Játékvezető Bizottsága (JB) 2000-ben terjesztette fel nemzetközi játékvezetőnek, a Nemzetközi Labdarúgó-szövetség (FIFA) bíróinak keretébe. Hazájában, a nagy balkáni átalakulást követően ő az első nemzetközi játékvezető. Több nemzetek közötti válogatott és klubmérkőzést vezetett. A szlovén nemzetközi játékvezetők rangsorában, a világbajnokság-Európa-bajnokság sorrendjében többedmagával az 1. helyet foglalja el 11 találkozó szolgálatával. A FIFA JB 2005-ben kiemelt játékvezetőnek léptette elő, ami lehetővé tette, hogy Bajnokok Ligája mérkőzéséket dirigáljon.

#### Világbajnokság
A világbajnoki döntőhöz vezető úton Dél-Koreába és Japánba a XVII., a 2002-es labdarúgó-világbajnokságra, Németországba a XVIII., a 2006-os labdarúgó-világbajnokságra, valamint Dél-Afrikába a XIX., a 2010-es labdarúgó-világbajnokságra a FIFA JB bíróként alkalmazta.

##### 2002-es labdarúgó-világbajnokság
| Időpont            | Helyszín                     | Mérkőzés típusa           | Mérkőzés                    | Eredmény | Nézők száma |
| ------------------ | ---------------------------- | ------------------------- | --------------------------- | -------- | ----------- |
| 2000. november 15. | Olimpiai Stadion, Serravalle | előselejtező (6. csoport) | San Marino–Lettország       | 0 : 1    | 517         |
| 1971. február 3.   | GSP Stadion, Nicosia         | előselejtező (7. csoport) | Spanyolország–Liechtenstein | 5 : 0    | 29 900      |

##### 2006-os labdarúgó-világbajnokság
| Időpont           | Helyszín                      | Mérkőzés típusa           | Mérkőzés     | Eredmény | Nézők száma |
| ----------------- | ----------------------------- | ------------------------- | ------------ | -------- | ----------- |
| 1967. október 28. | Marcel Saupin Stadion, Nantes | előselejtező (2. csoport) | Grúzia–Dánia | 2 : 2    | 25 000      |

##### 2010-es labdarúgó-világbajnokság
| Időpont           | Helyszín                 | Mérkőzés típusa           | Mérkőzés                 | Eredmény | Nézők száma |
| ----------------- | ------------------------ | ------------------------- | ------------------------ | -------- | ----------- |
| 2008. október 11. | Városi Stadion, Tórshavn | előselejtező (7. csoport) | Feröer-szigetek–Ausztria | 1 : 1    | 1 890       |
| 2009. október 14. | Olimpiai Stadion, Athén  | előselejtező (2. csoport) | Görögország–Luxemburg    | 2 : 1    | 13 932      |

#### Európa-bajnokság
2002-ben Norvégia rendezte az U19-es labdarúgó-Európa-bajnokságot, ahol az UEFA JB játékvezetőként alkalmazta.
| Időpont          | Helyszín                        | Mérkőzés típusa        | Mérkőzés                  | Eredmény |
| ---------------- | ------------------------------- | ---------------------- | ------------------------- | -------- |
| 2002. július 21. | Melløs Stadion, Moss            | selejtező (A. csoport) | Spanyolország–Csehország  | 1 : 1    |
| 2002. július 24. | Gjemselund Stadion, Kongsvinger | selejtező (B. csoport) | Anglia–Belgium            | 1 : 1    |
| 2002. július 28. | Ullevaal Stadion, Oslo          | döntő                  | Spanyolország–Németország | 1 : 0    |

Az európai-labdarúgó torna döntőjéhez vezető úton Portugáliába a XII., a 2004-es labdarúgó-Európa-bajnokságra, Ausztriába és Svájcba a XIII., a 2008-as labdarúgó-Európa-bajnokságra, illetve  Ukrajnába és Lengyelországba a XIV., a 2012-es labdarúgó-Európa-bajnokságra az UEFA JB játékvezetőként foglalkoztatta.

##### 2004-es labdarúgó-Európa-bajnokság
| Időpont             | Helyszín                              | Mérkőzés típusa           | Mérkőzés                 | Eredmény | Nézők száma |
| ------------------- | ------------------------------------- | ------------------------- | ------------------------ | -------- | ----------- |
| 2002. október 16.   | Leoforos Alexandras Stadion, Athén    | előselejtező (6. csoport) | Görögország–Örményország | 2 : 0    | 8 500       |
| 2003. április 2.    | Anton Malatinský Stadion, Nagyszombat | előselejtező (7. csoport) | Szlovákia–Liechtenstein  | 4 : 0    |             |
| 2003. szeptember 6. | Hampden Park Stadion, Glasgow         | előselejtező (5. csoport) | Skócia–Feröer-szigetek   | 3 : 1    | 40 901      |

##### 2008-as labdarúgó-Európa-bajnokság
| Időpont             | Helyszín                  | Mérkőzés típusa           | Mérkőzés               | Eredmény | Nézők száma |
| ------------------- | ------------------------- | ------------------------- | ---------------------- | -------- | ----------- |
| 2006. szeptember 2. | Skonto Stadion, Riga      | előselejtező (F. csoport) | Litvánia–Svédország    | 0 : 1    | 9 000       |
| 2007. március 24.   | A Le Coq Stadion, Tallinn | előselejtező (E. csoport) | Oroszország–Észtország | 0 : 2    | 11 000      |

##### 2012-es labdarúgó-Európa-bajnokság
| Időpont           | Helyszín                               | Mérkőzés típusa           | Mérkőzés      | Eredmény | Nézők száma |
| ----------------- | -------------------------------------- | ------------------------- | ------------- | -------- | ----------- |
| 2011. március 26. | Andónisz Papadópulosz Stadion, Lárnaka | előselejtező (H. csoport) | Ciprus–Izland | 0 : 0    | 2 000       |

#### Nemzetközi kupamérkőzések

##### Bajnokcsapatok Ligája
A FIFA Játékvezető Bizottsága 2005-ben kiemelt játékvezetőnek léptették elő, ami lehetővé tette, hogy Bajnokok Ligája mérkőzéséket dirigáljon.

###### UEFA-kupa
2003-ban a Rapid Bucureşti–PSG (0:1) csoportmérkőzés hajrájában egy áramszünet következett be. Nem csak a Giulesti stadionban lévő fények aludtak ki, hanem az egész környéket sötétség borította be. A mérkőzés hét perccel a vég előtt sötétség miatt félbeszakadt.

## Magyar vonatkozások
| Időpont           | Helyszín                        | Mérkőzés típusa                               | Mérkőzés              | Eredmény |
| ----------------- | ------------------------------- | --------------------------------------------- | --------------------- | -------- |
| 2003. július 30.  | Hungária krt. Stadion, Budapest | UEFA-bajnokok ligája (2. forduló 1. mérkőzés) | MTK–HJK Helsinki      | 3 : 1    |
| 2004. november 4. | Üllői úti Stadion, Budapest     | 2004/2005-ös UEFA-kupa (A. csoport)           | Ferencváros–Feyenoord | 1 : 1    |